# Jaafar Mohammed Saad
Jaafar Mohammed Saad (arabe : جعفر محمد سعد), assassiné le 6 décembre 2015 à Aden, est un militaire, brigadier-général et homme politique yéménite. Il est, jusqu'à sa mort lors d'un attentat à la voiture piégée de la branche yéménite de Daesh, gouverneur d'Aden. Aïdarous al-Zoubaïdi lui succède.